# Universidad de las Artes (Aguascalientes)
La Universidad de las Artes es una institución de Educación Superior, ubicada en el Estado de Aguascalientes. Se fundó en el 2008 y depende del Instituto Cultural de Aguascalientes (ICA). Fue creada para formar artistas e incentivar la producción de las artes en la entidad. Comprende 5 licenciatura, 3 carreras técnicas superior universitarias y 2 maestrías; todas ellas relacionadas con el ámbito artístico.

## Historia
En el año 2002, nace la licenciatura de Artes Visuales del Instituto cultural de Aguascalientes, como un antecedente de la Universidad de las Artes. La primera coordinadora fue la artista Yolanda Hernández.
La Universidad de las Artes fue instalada en el 2008, en los antiguos talleres y almacenes de ferrocarriles, que es parte del Complejo Ferrocarrilero Tres Centurias. La escuela fue creada por el Instituto Cultural de Aguascalientes, para darle continuidad al proceso de formación artística de los talleres de la Casa de la Cultura Víctor Sandoval, e incentivar la profesionalización artística. Sin embargo, en los inicios esta pretensión fue cuestionada, por la intención de que fuera una universidad, lo cual alude a una formación integral y a un “universo de carreras”.
En el 2008, la universidad contaba con una matrícula de 320 estudiantes, y en 2016, aumentó a 580. Asimismo, generó 5 licenciaturas con orientación en artes, dos carreras de nivel técnico superior universitario, y un convenio con la Facultad de Artes y Diseño (FAD), con la que se creó un posgrado en arte.
En el año 2009 surge la Orquesta Sinfónica Juvenil de la Universidad de las Artes, como parte del proyecto de la carrera técnica en músico ejecutante. Enrique Macías Tovar fue el fundador y director de la orquesta. La orquesta se suele presentar en el Complejo Ferrocarrilero Tres Centurias, en eventos culturales, y participa con otras agrupaciones, como la Orquesta de la Universidad Autónoma de Aguascalientes y la Orquesta Esperanza Azteca.
A partir del año 2012, comenzó la convocatoria para entrar a la Maestría en Arte Contemporáneo. En 2014, se instituyó el Comité de Seguimiento de la Universidad de las Artes, para fortalecer la infraestructura de la institución. El apoyó consistió en 18 millones de pesos, y sirvió para mejorar las bodegas de vestuario, las aulas del edificio de danza y la creación del Taller Nacional de Gráfica (TNG).
La Universidad de las Artes fue uno de los sitios que recibió el XVI Encuentro de Poetas del Mundo Latino en 2014, donde también se entregó el XI Premio Jaime Sabines-Gatien Lapointe al poeta Anthony Phelps. La escuela de danza fue la cede del Sexto Foro de Danza Contemporánea en junio de 2015.
En mayo de 2018, la Universidad de las Artes, junto con la Facultad de Artes y Diseño (UNAM) y el Instituto de Investigaciones Estéticas (UNAM), participó en las festividades del 100 aniversario del natalicio de Saturnino Herrán, a través del simposio El imaginario de Saturnino Herrán, realizado en distintas sedes, como el Museo de Aguascalientes. En el mismo año se presentó en el Teatro Morelos, la obra de Sibylle Berg, Un hombre, una mujer y un perro, producida por la compañía Caja Negra, para los festejos del décimo aniversario de la Universidad de las Artes, presentándose en el Teatro Morelos.
En 2018, la Universidad de las Artes realiza un convenio con el centro del Instituto Nacional de Antropología e Historia de Aguascalientes, para crear la Maestría en Conservación y Restauración del Patrimonio Edificado, para generar grupos académicos interinstitucionales para la preservación del patrimonio mueble local, e incentivar el cuidado, conservación y valorización del patrimonio edificado local a través de la investigación y los proyectos aplicados.
En el año 2019, continúo la Cátedra Saturnino Herrán con la UNAM, creando una unidad de investigación sobre la obra del artista hidrocálido.
En el año 2020, se inauguró la Galería de la Universidad de las Artes, con la exposición Devenires: registros del habitar, la cual hacía una recopilación de las experiencias de los docentes de la universidad durante el periodo de confinamiento por la Pandemia de Covid-19, a través del discurso artístico. La galería también fue concebida como un espacio de laboratorio y de presentación de obras de arte contemporáneo y emergente, con distintas técnicas, tanto para estudiantes como para artistas.
En 2021, tras el anuncio de que se construiría un centro comercial en el Complejo Tres Centurias, parte del alumnado de la Universidad de las Artes se manifestó en contra junto a los vecinos de la colonia Ferronales, por las afectaciones de la zona y las transformaciones al patrimonio industrial circundante. Asimismo, habría una preocupación por la remoción de la Universidad de las Artes; ante lo cual, Carlos Reyes Sahagún, director del Instituto Cultural de Aguascalientes, señaló que no habría ninguna afectación a la universidad.
En 2022, inició una colaboración de a Universidad de las Artes con la Universidad Autónoma de Aguascalientes y la Escuela Superior de Artes de Yucatán, denominado Trópico Abierto, un seminario para el análisis del arte.

## Oferta educativa
- Carreras:
  - Licenciatura en Artes Visuales.
  - Licenciatura en Teatro.
  - Licenciatura en Danza Clásica en la Modalidad de Intérprete.
  - Licenciatura en Danza Contemporánea en la Modalidad de Intérprete.

- Técnico Superior Universitario(TSU):
  - Danza Clásica en la Modalidad de Ejecutante.
  - Instrumentista Ejecutante.
  - Canto.
- Posgrados:
  - Maestría en Conservación y Restauración del Patrimonio Edificado.[16]

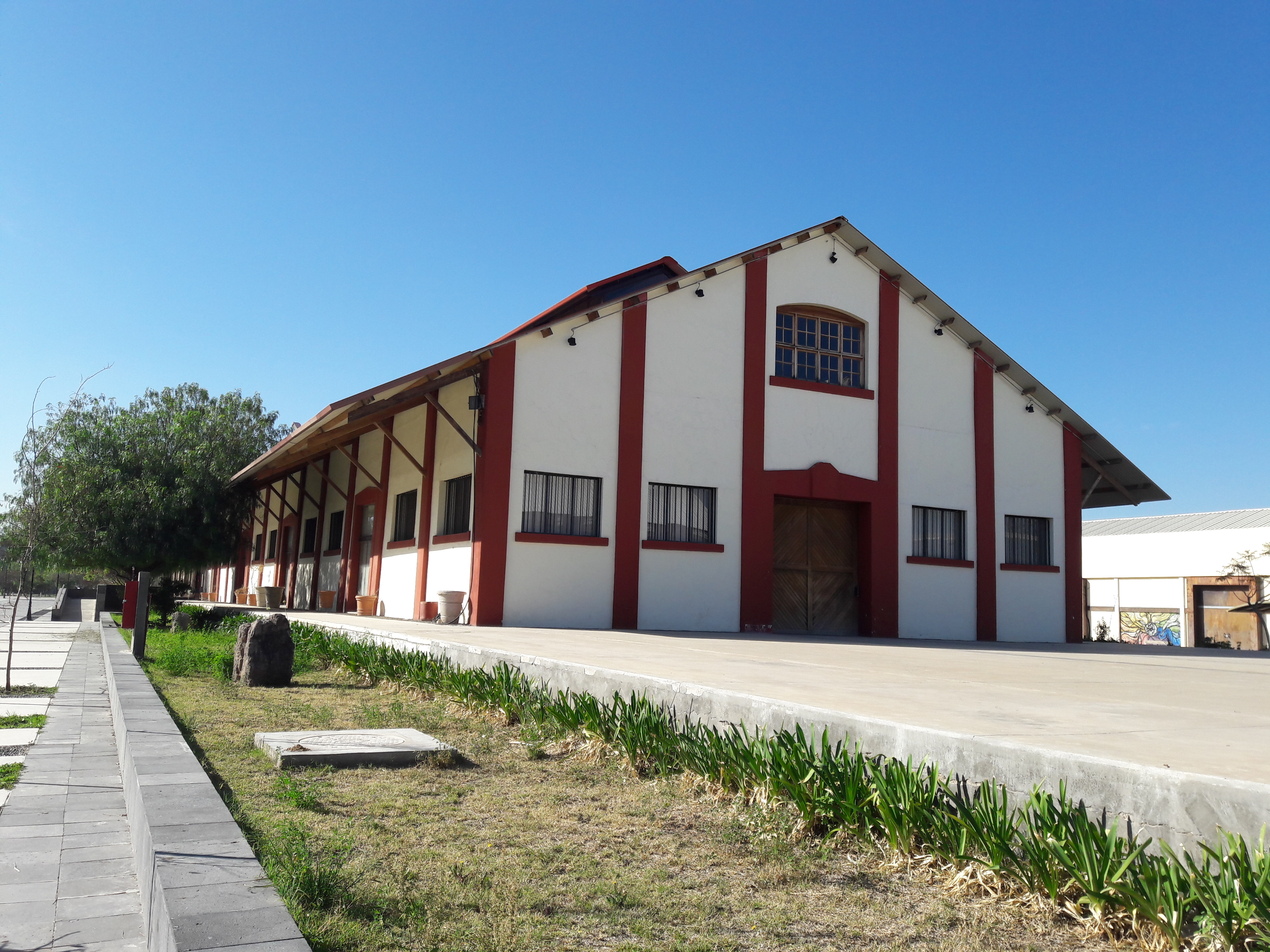
Edificio de danza de la Universidad de las Artes.

  - Maestría en Arte Contemporáneo.

## Campus
La Universidad de las Artes cuenta con un solo campus, ubicado en el Complejo Ferrocarrilero Tres centurias, antes Macro Espacio para la Cultura y las Artes (MECA). Las instalaciones se ubican en el edificio 30 (almacén de madera), edificio 41 (almacén 2), edificio 50 y la Casa de Fuerza I. Asimismo posee espacios en el Centro de Estudios Literarios de Aguascalientes (CIELA), en el centro de la ciudad; y en el Centro de Estudios Musicales Manuel M. Ponce. Dentro de sus instalaciones se encuentra la Biblioteca Pública Central Centenario-Bicentenario.
Otras instalaciones de la universidad son: cubículos de piano, salones con duela, mezzanines, cubículos de estudios, laboratorios de escultura, fotografía, multimedia, grabado, informática musical y percusiones; estudio de fotografía, galería de arte, caja negra y cafetería.